# Neolosbanus
Neolosbanus is een geslacht van vliesvleugeligen uit de familie Eucharitidae. De wetenschappelijke naam van dit geslacht is voor het eerst geldig gepubliceerd in 1994 door Heraty.

## Soorten
Het geslacht Neolosbanus omvat de volgende soorten:
- Neolosbanus anapetus Heraty, 1994
- Neolosbanus apoanus Heraty, 1994
- Neolosbanus gemma (Girault, 1932)
- Neolosbanus gressitti (Watanabe, 1958)
- Neolosbanus kokureanus Heraty, 1994
- Neolosbanus laeviceps (Gahan, 1940)
- Neolosbanus nepalensis Heraty, 1994
- Neolosbanus palgravei (Girault, 1922)
- Neolosbanus pilosus Heraty, 1994
- Neolosbanus purpureoventris (Cameron, 1909)
- Neolosbanus storeyi Heraty, 1994
- Neolosbanus taiwanensis Heraty, 1994
- Neolosbanus townesi Heraty, 1994
- Neolosbanus violaceus Heraty, 1994
- Neolosbanus watanabei Heraty, 1994
- Neolosbanus wusheanus Heraty, 1994